# NN-158
La carretera NN‑158 es una vía departamental secundaria que atraviesa el departamento de Managua. Conecta la comunidad de Veracruz con la zona de Las Viudas, brindando acceso a pequeñas comunidades rurales.

## Trazado y cruces
| km  | Localidad / Punto | Departamento | Conexión / Ruta |
| --- | ----------------- | ------------ | --------------- |
| 0,0 | Veracruz          | Managua      | NN 157 , NIC 11 |
| 1,6 | Camino a El Cañón | Managua      | Camino rural    |
| 3,7 | Las Viudas        | Managua      | Calle vecinal   |

## Coordenadas
Uno de los tramos de la NN‑158 puede ser encontrado en las coordenadas: 12°06′59″N 86°07′21″O / 12.1164, -86.1225